# 大亦観風

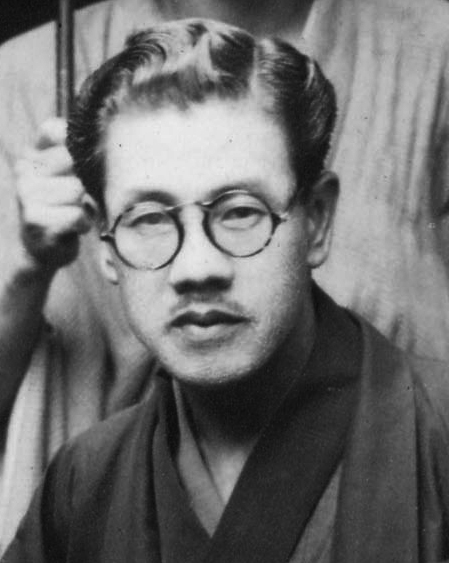
大亦観風（1894-1947）

大亦 観風（おおまた かんぷう、1894年（明治27年）9月27日 - 1947年（昭和22年）10月22日）は、日本画家、南画家、歌人。本名は新治郎（しんじろう）。和歌山県和歌山市出身。はじめ洋画を学び、のち日本画に転向。寺崎広業、のちに小室翠雲に師事。大東南宗院の設立に参加。

## 経歴

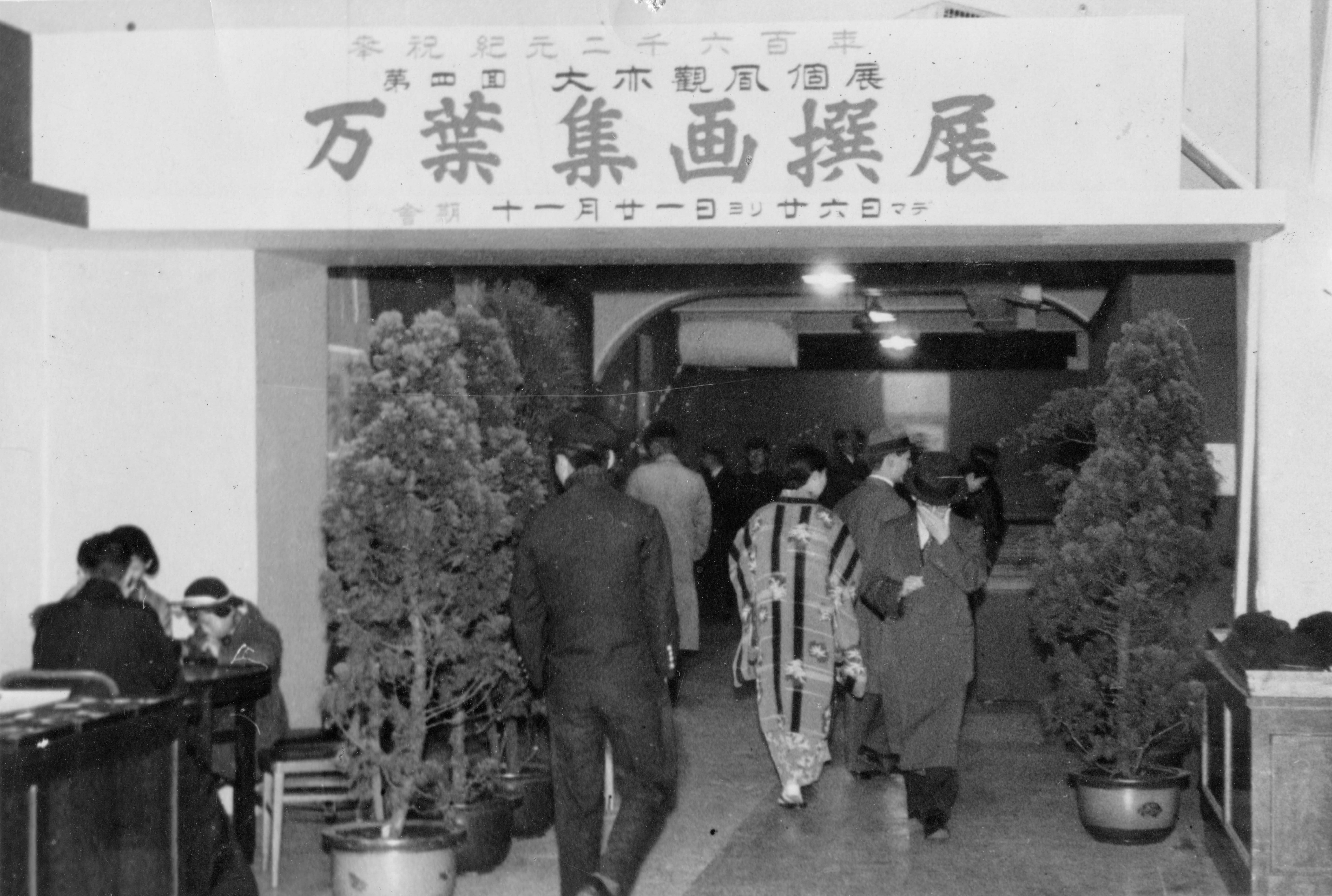
大亦観風第4回個展万葉集画撰展（1940年、東京 白木屋）

大亦観風個展万葉集画撰展（1941年、大阪 三越）

- 1894年（明治27年） - 和歌山県和歌山市に生まれる。
- 1913年（大正2年） - 上京。太平洋画会研究所、日本美術院洋画部に学ぶ。
- 1916年（大正5年） - 大手拓次・逸見享らと異香詩社結成。
- 1917年（大正6年） - 大手拓次・逸見享らと無言の歌結成。日本画に転向。
- 1918年（大正7年） - 東京に移り住む。
- 1927年（昭和2年） - 古泉千樫門下の歌人らが短歌結社「青垣」結成。同人となる。
- 1934年（昭和9年） - 東京白木屋で第1回個展開催。
- 1936年（昭和11年） - 東京白木屋で第2回個展開催。
- 1938年（昭和13年） - 東京白木屋で第3回個展開催。
- 1940年（昭和15年） - 東京白木屋で第4回個展「万葉集画撰」展開催。
- 1941年（昭和16年） - 大東南宗院結成に参加。大阪三越で個展「万葉集画撰」展開催。
- 1943年（昭和18年） - 万葉集画撰を橿原神宮に奉納。大和国史館に収められる。
- 1947年（昭和22年） - 胃癌のため没。東京目黒大円寺で告別式。

## 作品
- 《花鳥図屏風》1924年、和歌山県立近代美術館蔵
- 《良寛像》1925年、糸魚川市歴史民俗資料館（相馬御風記念館蔵
- 《紀州路行脚日記絵巻》1934年、和歌山県立近代美術館蔵
- 《若山街頭奇人伝画巻》1936年、和歌山県立図書館蔵
- 《名工柿右衛門図皿》1928年、早稲田大学坪内博士記念演劇博物館蔵
- 《良寛手毬歌》1930年代、奈良県立万葉文化館蔵
- 《熊野山雨霽》1939年、割烹東忠蔵
- 《万葉集画撰》1940年、奈良県立万葉文化館蔵

## 著作・画集
- 『万葉集画撰』1943年 錦城出版
- 『万葉集画撰』2000年 奈良新聞社
- 『万葉を描いた画家大亦観風―生誕一一〇年―』2004年 奈良県立万葉文化館